# Sfânta Veronica
Veronica este un personaj biblic. Numele este derivat din cel macedonean Berenike („purtătoarea victoriei”), cu varianta Beronike. Ea ar fi acea femeie care i-a oferit lui Isus pe „drumul crucii” (Via Dolorosa) din Ierusalim un ștergar (sau o năframă) pentru a-și șterge fața scăldată în sudoare. Potrivit tradiției, chipul lui Isus s-ar fi întipărit pe acest ștergar. 
Într-o etimologie populară târzie, numele legendarei Berenike sau Beronike, în forma sa latinizată Veronica, este descris ca fiind format din două cuvinte latinești: vera, adevărat, și icon, derivat din grecescul eikon, chip, din care rezultă chipul adevărat.
Ștergarul Sf. Veronica a apărut în lume multe secole după evenimentul răstignirii lui Isus, constituind vreme îndelungată cea mai prețioasă relicvă a lumii creștine. În prezent este păstrat într-un trezor bine păzit în Domul San Pietro din Vatican, construit în anul 1506.

## Galerie de imagini

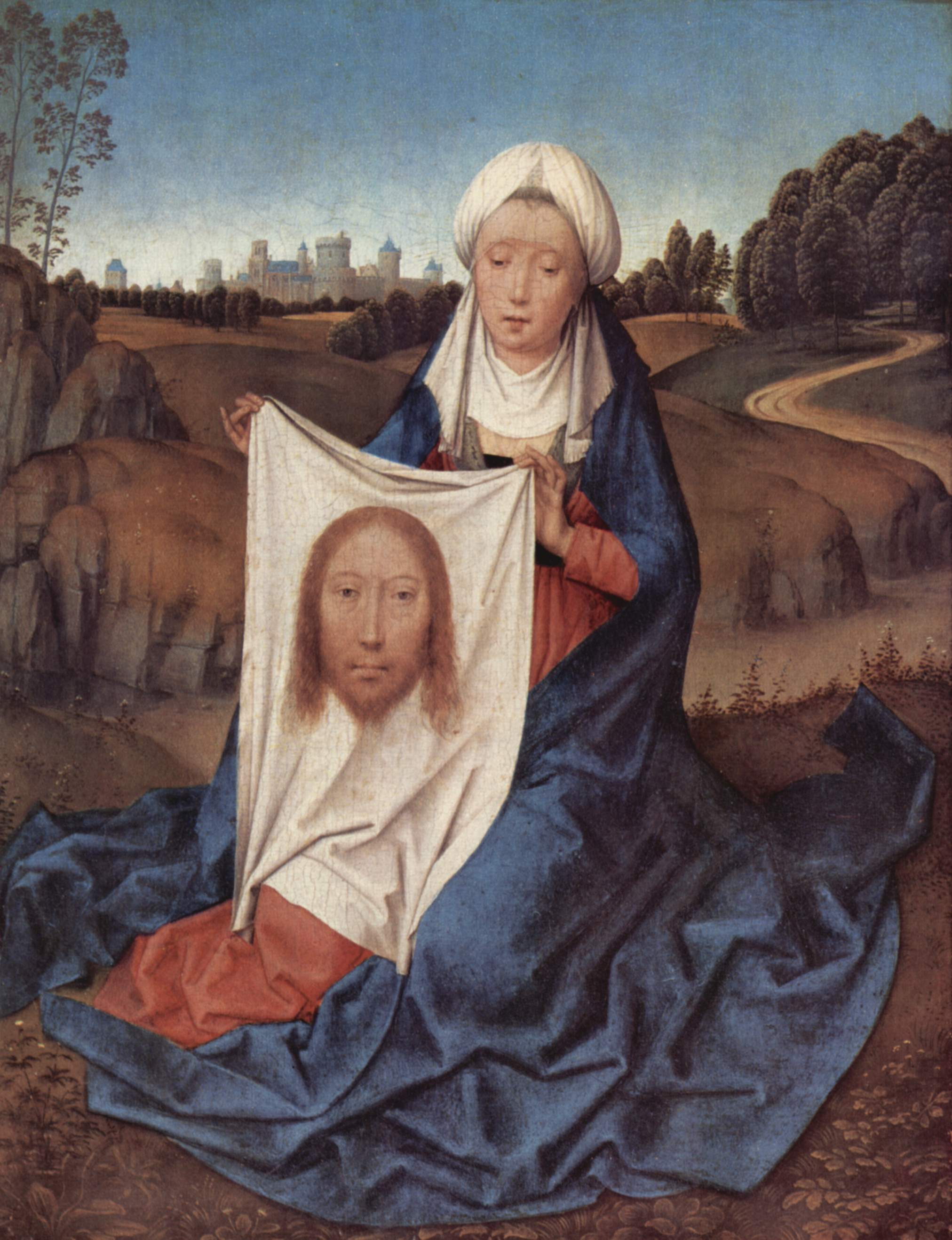
Sf.Veronica şi ştergarul cu chipul lui Isus (tablou de Hans Memling, 1470)
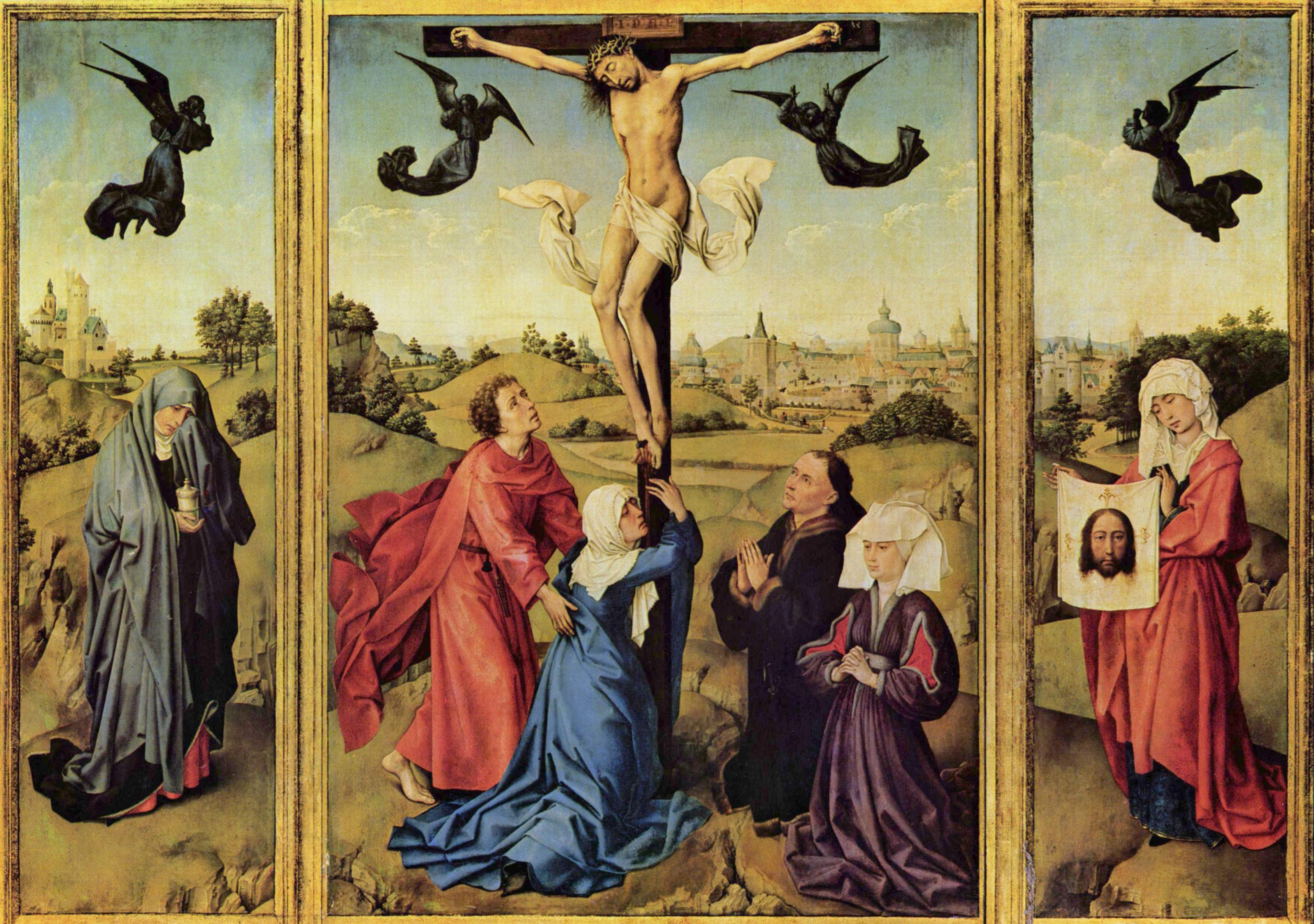
Sf.Veronica cu ştergarul (în partea dreaptă), triptic de Rogier van der Weyden (Kunsthistorisches Museum, Viena)